# Уриен
У́риен (лат. Urbgen, валл. Urien; ок. 490/530 (?) — ок. 586) — правитель приблизительно с 570 года королевства Регед на территории Южной Шотландии и Северной Англии, организатор борьбы бриттов против англосаксонских завоевателей. Прототип одного из персонажей легенд о короле Артуре.

## Биография

### Происхождение и имя
Согласно валлийским источникам, Уриен был сыном Кинварха Холодного и прямым потомком Коэля Старого. Харлеанские генеалогии упоминают Уриена в таком контексте:
[U]rbgen map Cinmarc map Merchianum map Gurgust map Coilhen.
Другой текст, так называемые «Родословные мужей Севера», также упоминает Уриена как сына Кинварха и потомка Коля.
Имя Уриена восходит к бриттскому Ōrbogenos. Чаще всего в валлийском языке соединительная гласная в сложных словах исчезала: отсюда и происходит форма, переданная по-латински как Urbgen. В валлийском это даёт Urfien и позже Urien. Однако соединительная гласная могла и сохраняться: отсюда латинские формы типа Urbagen и Urbachen, а также валлийское Urfoën, которое, как полагает Ивор Уильямс, нужно восстанавливать в некоторых стихотворениях Талиесина. Так, в стихе
Vryen hwn anwawt euneuyd

(Это Уриен, знаменитый правитель)
двусложную форму Vryen необходимо заменить на *Urfoën, чтобы получился правильный девятисложный размер.
Дату рождения Уриена установить сложно: святой Кентигерн (умер в 614 году), согласно его житию (конец XII века) и валлийскому тексту «Родословие святых» (Bonedd y Saint), был сыном Оуайна (и, соответственно, внуком Уриена), что помещает рождение Уриена примерно на 490 год — но тогда Уриену в момент смерти было почти сто лет (а погиб он в военном походе).

### Король Регеда

Герб, традиционно приписываемый Уриену.

На политическую сцену Британии Уриен впервые вышел в 573 году, когда после разгрома Гвенддолеу ап Кейдио, короля Северного Солуэя, его двоюродными братьями королями Эбрука и Пеннин в битве при Арвдеридде, в северо-западной части современной Англии образовался вакуум власти. Уриен в то время был, по всей видимости, правителем так называемого «Северного Регеда», небольшой области на границе Камберленда и Уэстморленда. После смерти Гвенддолеу Уриену удалось подчинить Карлайл и весь Камберленд, а также северное побережье Солвей-Ферта. Вскоре под властью Уриена оказалась немалая часть Северной Британии, а его королевство Регед стало сильнейшим государством региона.
Столица Уриена находилась в Кайр-Ливелиде. В стихотворениях Талиесина Уриен прямо называется «правителем Катрайта» (ныне Каттерик в Йоркшире). Собственно Регед, вероятно, занимал территорию Камбрии — по крайней мере в XII веке валлийская традиция называла северо-запад Англии tir Rheged, «земля Регеда». Уриена называют также правителем Goddeu, что можно связать с областью «Форест» («Лес») в Селкиркшире, и Ллуйвенида (возможно, долина Ливеннет в Уэстморленде. Кроме того, возможно, он воевал с Поуисом и захватил в плен короля Селива. Существуют свидетельства, что Уриен сражался и с пиктами, доходя на севере до нынешнего Айршира. К середине 580-х годов Уриен контролировал практически всю территорию северо-западной Англии от Клайда до Шропшира.

### Борьба с англосаксами
Возвышение Уриена пришлось на тот период, когда англосаксонские поселения на побережье северо-восточной Англии были слабы и разрозненны. Однако положение радикально изменилось в 580 году, когда в битве при Кайр-Греу англы Берникии разбили бриттских королей Йорка. Победа была полной: древнее королевство Йорка было уничтожено, а сам город вскоре был захвачен англами Дейры. Возможно как раз в это время Уриен занял Каттерик — важный плацдарм, разделивший англосаксов Берникии и Дейры. Это позволило Регеду перейти в наступление. В произведениях Талиесина Уриен предстаёт главным организатором борьбы бриттов с англосаксонскими завоевателями. В 580-х годах Уриен предпринял ряд походов на англов Бериникии и нанёс им несколько поражений. В ответ некий англосаксонский король Фламдуин (вероятно, бриттский вариант имени Этельрик) во главе четырёх армий вторгся в Регед, но в сражении при Аргойд-Ллуйвайн был разбит войсками Уриена и его сына Оуэна.
Затем Уриен перешёл в наступление. По свидетельству Ненния, ему удалось привлечь на свою сторону других бриттских правителей Северной Британии: Ридерха, короля Стратклайда, Гауллаука, короля Элмета, а также Морканта, чьи владения, вероятно, находились на территории Берникии, занятой англосаксами. Ирландские сказания упоминают в качестве союзников Уриена также короля Дал Риады Айдана и короля Ульстера Фиахну. Объединённые армии бриттов около 586 года захватили Бамборо, вытеснили англосаксов с побережья Берникии и практически полностью уничтожили их власть в регионе. Однако при осаде Линдисфарна, согласно Historia Brittonum, Уриен был убит по наущению завистника Морканта (dum erat in expeditione, iugulatus est, Morcante destinante pro invidia, quia in ipso prae omnibus regibus virtus maxima erat instauratione belli). Существует версия, согласно которой Моркант, имеющий, вероятно, наследственные права на территорию Берникии, был раздражён переходом Бамборо под власть Уриена. Как бы то ни было, последствия убийства оказались катастрофическими: союз бриттских государств распался, сыновья Уриена начали войну с убийцей своего отца и его союзниками, в результате чего на севере Британии разгорелась целая серия междоусобных войн между бриттами. Это позволило англосаксам восстановить свои силы и в течение последующих двух десятилетий сокрушить бриттские королевства Севера.

### Наследники
У Уриена было семь сыновей: Оуэн (унаследовавший трон), Риваллаун, Дейвир, Эдвин, святой Каделл, Рин и Паскен. Наряду с Майлгуном и некоторыми другими кельтскими королями Уриен удостоился в валлийских исторических сказаниях титула Gwledic («правитель страны»), по своему значению примерно соответствующему англосаксонским бретвальдам.
По преданию, одной из жён Уриена была Моргана, единоутробная сестра короля Артура. На основании этого, позднее Уриен Регедский, так же как и его сын Оуэн (прототип Ивейна), был включен в артуровскую традицию. Как король Горра Уриен фигурирует, в частности, у Мэлори. Вместе с Оуэном он упоминается в таких сочинениях валлийской литературы, как «Мабиногион» и «Триады острова Британия», а также в романе Кретьена де Труа «Ивэйн, или Рыцарь со львом».
Внук — Грюст, исповедник из Денбишира, живший в VII веке.